# Louchébem
Als Louchébem (auch Loucherbem oder Loucherbème; vollständige Bezeichnung: largonji des louchébems ‚Jargon der Metzger/Fleischer‘) wird das Argot der Fleischer von Paris und Lyon bezeichnet. Das Louchébem ist seit der ersten Hälfte des 19. Jahrhunderts bekannt und wird bis heute im beruflichen Umfeld verwendet.

## Aufbau des Louchébem
Dem Prozess der lexikalischen Schaffung dieses Jargons ähnelt dem des Verlan („Französische Jugendsprache, in der die Wortsilben in umgekehrter Reihenfolge gesprochen werden“) und des Javanais (Argot): Man «versteckt» bestehende Wörter, indem man sie einer bestimmten Regel folgend modifiziert. Beim Louchébem wird der erste Mitlaut ans Ende verschoben und durch ein «L» ersetzt, dann fügt man ein beliebiges Argot-suffix ein, beispielsweise -ème, -ji, -oc, -ic, -muche, eine Silbe die ein « f » enthält.

### Wortschatz
Es handelt sich also zunächst um eine gesprochene Sprache und die Orthographie wird sehr oft phonetisiert. Metzger/Fleischer bedienen sich noch heute folgender weniger Wörter innerhalb ihrer Gemeinschaft:
| Französisch       | Louchébem                                                       | entstanden aus                   | Deutsch                                 |
| ----------------- | --------------------------------------------------------------- | -------------------------------- | --------------------------------------- |
| enfants           | arpètes                                                         |                                  | Kinder                                  |
| boucher           | louchébem                                                       | l(b)-ouché(r)-b-Suffix: em       | Metzger, Fleischer                      |
| café              | lafécaisse                                                      | l(c)-afé-c-Suffix: aisse         | Kaffee, Café                            |
| comprend          | lomprenquès                                                     | l(c)-ompren(d)-c-Suffix: uès     | verstehen                               |
| femme             | lamfé oder lamdé (lamdé genauer: dame)                          | l(d)-am(e)-f-Suffix: e           | Frau (Dame)                             |
| fou               | louf (loufoque)                                                 | l(f)-ou-f-ohne Suffix/-oque      | Irrer, Narr, Dummkopf, Idiot            |
| gaffe (attention) | lafgué                                                          | l(g)-aff(e)-g-Suffix ué          | Dummheit, Fehler (Achtung!)             |
| gigot             | ligogem                                                         | l(g)-igo(t)-g-Suffix: em         | Hammelkeule                             |
| gitan             | litjoc (oft assoziiert mit lafgué wegen des Rufs dieser Ethnie) | unklar                           | « Zigeuner »                            |
| jargon            | argonji                                                         | l(j)-argon-j-Suffix: i           | Jargon                                  |
| maquereau         | lacromuche                                                      | l(m)-aquero-m-Suffix:uche        | Zuhälter                                |
| monsieur          | lesieumic                                                       | l(m)-esieu-m-Suffix: ic          | Herr                                    |
| pardessus         | lardeuss (lardeussupem)                                         | l(p)-arde+u+ss-ohne Suffix/-upem | Überzieher                              |
| pardon            | lardonpem                                                       | l(p)-ardon-p-Suffix:em           | Pardon, Verzeihung                      |
| pas               | dans le lap (im Ausdruck lomprenquès dans le lap)               |                                  | nicht (im Ausdruck „Versteh ich nicht“) |
| patron            | latronpuche                                                     | l(p)-atron-p-Suffix:uche         | Chef, Patron, Arbeitgeber               |
| porc              | lorpic                                                          | l(p)-or(c)p-Suffix: ic           | Schwein, Schweinefleisch                |
| pourboire         | lourboirquès                                                    | l(p)-ourboir(e)-Suffix:quès      | Trinkgeld                               |
| sac               | lacsé                                                           | l(s)ac-Suffix: sé                | Beutel, Sack                            |

## Eingang des Louchébem ins Französische
Einige Wörter des Louchébem, insbesondere loufoque (dank Pierre Dac, dessen Vater Metzger war), sind Allgemeingut geworden und haben ihren Platz in der heutigen Umgangssprache.
- cher = lerche (gemeinhin in seiner negativen Form angewendet: pas lerche) oder lerchem
- en douce = en loucedé oder en loucedoc
- fou = loufoque
- portefeuille = larfeuille (lortefeuillepem)
- filou = loufiah (wenig vertrauenswürdige Person, Filou, auch: dienstbar, servil …)

## Das Louchébem in der Geschichte
Eine exakte Version des Louchébem (heute fast verschwunden außer in den Gemeinschaften der Alteingesessenen) wurde von der französischen Resistance während des Zweiten Weltkrieges gesprochen.

## Das Louchébem in den bildenden Künsten
In dem Chanson Sale Argot der französischen Rap-Gruppe IAM, rappt der Rapper Akhénaton eine vollständige Strophe in Louchébem.
Auch Raymond Queneau hat das Louchébem in einem Text gleichen Namens verwendet in seinem Sammelband Exercices de style, erschienen 1947.

## Bibliographie
- Marcel Schwob: Étude sur l'argot français (Deutsch: Studie über das französische Argot). Émile Bouillon, Paris 1889.
- Nouveau dictionnaire d'argot (Deutsch: Neues Wörterbuch des Argot). Paris 1829.
- David Alliot: Larlépem-vous Louchébem? l’argot des bouchers (Deutsch: Sprechen Sie Louchébem? Das Argot der Metzger). Éditions Horay, Paris 2009.
- Christophe Mérel: Les fables de La Fontaine en louchébem (Deutsch: Die Fabeln von La Fontaine auf Louchébem). Editions Edilivre, janvier 2011.